# Paripochira griseosignata
Paripochira griseosignata är en skalbaggsart som beskrevs av Stefan von Breuning 1957. Paripochira griseosignata ingår i släktet Paripochira och familjen långhorningar.
Artens utbredningsområde är Sulawesi. Inga underarter finns listade i Catalogue of Life.